# وولینی
وولینی (به چکی: Volyně) یک منطقهٔ مسکونی و شهرستان دارای شهرک سابقاً روستا در جمهوری چک است که در شهرستان استراکونیتسه واقع شده‌است. وولینی ۳٬۱۸۰ نفر جمعیت دارد.